# Joel Campbell
Joel Nathaniel Campbell Samuels (San José, 26 giugno 1992) è un calciatore costaricano, attaccante dell'Atl. Goianiense, in prestito dall'Alajuelense, e della nazionale costaricana.

## Caratteristiche tecniche
Attaccante, indifferentemente prima o seconda punta, è dotato di grande rapidità e di un ottimo sinistro, nonché di una velocità fulminea sia in allungo che sul breve.

## Carriera

### Club

#### Gli inizi ed i vari prestiti

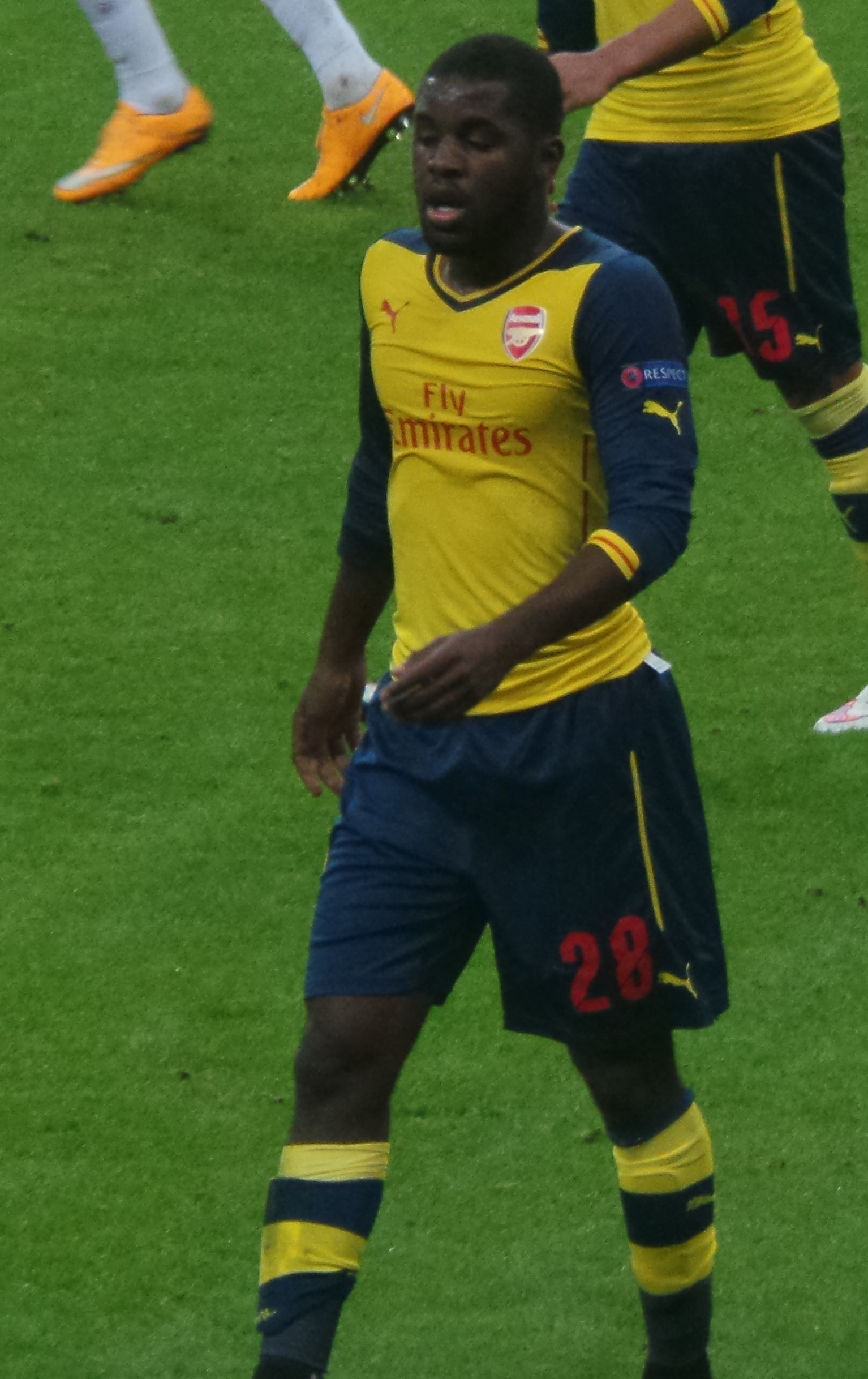
Joel Campbell con la maglia dell'Arsenal nel 2014

Dopo le prime partite nella formazione del Deportivo Saprissa, con cui esordisce in patria nel calcio professionistico, e grazie alle notevoli prestazioni nella Copa América 2011, attira su di sé le attenzioni di numerosi osservatori europei e il 12 agosto 2011 viene acquistato dall'Arsenal per 2,5 milioni di euro, venendo poi subito girato in prestito al Lorient. Nella stagione 2011-2012 il giocatore scende in campo 25 volte mettendo a segno 3 gol nella Ligue 1 francese. L'11 luglio 2012 passa in prestito al Betis, squadra con la quale colleziona 28 presenze e 2 gol. Alla fine della stagione la squadra spagnola ottiene la qualificazione all'Europa League.
Per la stagione 2013-2014 Campbell viene girato in prestito all'Olympiakos, contribuendo con i suoi 8 gol alla vittoria del campionato greco. Nel luglio del 2014 il prestito alla squadra greca non viene rinnovato e il giocatore fa ritorno all'Arsenal. Il 24 gennaio 2015 viene ufficializzato il suo passaggio in prestito al Villarreal. Nella stagione 2015-2016 raccoglie la quasi totalità delle sue presenze con l'Arsenal, mentre nel 2017-2018 torna al Real Betis dove gioca soltanto nove volte (otto in Liga e una in Copa del Rey) a causa di un paio di infortuni.

#### Frosinone
Il 16 agosto 2018 si trasferisce ufficialmente a titolo definitivo al Frosinone, con il quale debutta nel pareggio contro il Bologna (0-0); in 17 partite di Serie A non segna alcun gol ma serve 3 assist.

#### León e Monterrey
Il 26 gennaio 2019 si trasferisce al Club León, club della Primera División de México, il massimo campionato messicano. Dopo un anno e mezzo di prestito, il 1º luglio 2020, arriva il riscatto da parte del club messicano, che lo acquista a titolo definitivo dal Frosinone.
Il 7 luglio 2021, rimane in Messico, trasferendosi a titolo definitivo al Monterrey, salvo poi tornare, dopo appena un anno al Club Leon, restando in terra messicana.

#### Alajuelense e Atlético Goianiense
L'8 giugno 2023 fa ritorno in patria accasandosi all'Alajuelense, dove rimane una sola stagione, raccogliendo 52 presenze e 16 reti.
Il 18 luglio 2024 viene ceduto in prestito annuale all'Atl. Goianiense.

### Nazionale

#### Nazionali giovanili
Nel 2011 partecipa al Campionato nordamericano di calcio Under-20. Esordisce il 30 marzo contro la Guai, contro cui realizza una doppietta; la partita si conclude sul risultato di 3-0 per la Costa Rica. Contro il Canada, il primo aprile, nell'ultima partita del girone conclusasi con una vittoria per 3-0, segna la rete del 2-0 al 66'. Con questa vittoria la Costa Rica si qualifica ai quarti di finale, in cui il 5 aprile affronta Cuba. Il risultato finale sarà di 6-1 per la Costa Rica, con Campbell protagonista in quanto autore di una tripletta.
L'8 aprile affronta in semifinale il Guatemala, contro cui la Costa Rica vince 2-1, ma non realizza nessun gol. Nella finale contro il Messico dell'8 aprile la Costa Rica viene sconfitta per 3-1. Avendo segnato 6 gol, Campbell si aggiudica il titolo di capocannoniere della competizione. Dopo la sconfitta nel campionato nordamericano disputa il Campionato mondiale di calcio Under-20, in cui esordisce il 31 luglio con una sconfitta per 2-1 contro la Spagna. Il 3 agosto realizza i primi 2 gol nella partita vinta 3-2 contro l'Australia. Si qualifica agli ottavi, perdendo però per 3-2 contro la Colombia il 9 agosto.

#### Nazionale maggiore
Il 5 giugno debutta nella CONCACAF Gold Cup nella sfida vinta 5-0 contro Cuba dove segna un gol. Il 18 giugno nei quarti di finale la Costa Rica viene eliminata dall'Honduras ai rigori con il risultato finale di 4-2. In questa partita, Campbell realizza il quinto rigore. Durante la Coppa America 2011 ha giocato 46 minuti da titolare nella partita d'esordio del torneo, persa 1-0 contro la Colombia, per poi essere sostituito all'intervallo. Nella seconda partita ha segnato il raddoppio della Costa Rica al 78º minuto dopo il vantaggio segnato da Josué Martínez al 59º minuto.
Durante il Mondiale 2014, ha realizzato il gol del pareggio che ha aperto le porte ad una storica vittoria della Costa Rica per 3-1 contro l'Uruguay.
Viene convocato per la Copa América Centenario negli Stati Uniti.
Partecipa ai Mondiali di Russia 2018, dove colleziona due presenze di cui una per intero, contro la Svizzera.
Successivamente viene incluso nella lista dei convocati per la Gold Cup nel 2019 e nel 2021; in quest'ultima raggiunge quota 100 presenze con la nazionale costaricana in occasione della prima partita vinta 3-1 contro la Guadalupa.

## Statistiche

### Presenze e reti nei club
Statistiche aggiornate al 18 luglio 2024.
| Stagione        | Squadra         | Campionato      | Campionato | Campionato | Coppe nazionali | Coppe nazionali | Coppe nazionali | Coppe continentali | Coppe continentali | Coppe continentali | Altre coppe | Altre coppe | Altre coppe | Totale | Totale |
| Stagione        | Squadra         | Comp            | Pres       | Reti       | Comp            | Pres            | Reti            | Comp               | Pres               | Reti               | Comp        | Pres        | Reti        | Pres   | Reti   |
| --------------- | --------------- | --------------- | ---------- | ---------- | --------------- | --------------- | --------------- | ------------------ | ------------------ | ------------------ | ----------- | ----------- | ----------- | ------ | ------ |
| 2009-2010       | Saprissa        | PD              | 1          | 0          | -               | -               | -               | -                  | -                  | -                  | -           | -           | -           | 1      | 0      |
| 2010-gen. 2011  | Saprissa        | PD              | 2          | 0          | -               | -               | -               | CCL                | 1                  | 0                  | -           | -           | -           | 3      | 0      |
| Totale Saprissa | Totale Saprissa | Totale Saprissa | 3          | 0          |                 | -               | -               |                    | 1                  | 0                  |             | -           | -           | 4      | 0      |
| gen.-giu. 2011  | Puntarenas      | PD              | 5          | 0          | -               | -               | -               | -                  | -                  | -                  | -           | -           | -           | 5      | 0      |
| 2011-2012       | Lorient         | L1              | 25         | 3          | CF+CdL          | 1+1             | 0+1             | -                  | -                  | -                  | -           | -           | -           | 27     | 4      |
| 2012-2013       | Betis           | PD              | 28         | 2          | CR              | 5               | 0               | -                  | -                  | -                  | -           | -           | -           | 33     | 2      |
| 2013-2014       | Olympiacos      | SL              | 32         | 8          | CG              | 6               | 2               | UCL                | 5                  | 1                  |             | -           | -           | 43     | 11     |
| 2014-gen. 2015  | Arsenal         | PL              | 4          | 0          | FACup+CdL       | 1+1             | 0               | UCL                | 3                  | 0                  | CS          | 1           | 0           | 10     | 0      |
| gen.-giu. 2015  | Villarreal      | PD              | 16         | 1          | CR              | 2               | 0               | UEL                | 4                  | 0                  | -           | -           | -           | 22     | 1      |
| 2015-2016       | Arsenal         | PL              | 19         | 3          | FACup+CdL       | 4+2             | 1+0             | UCL                | 5                  | 0                  | CS          | 0           | 0           | 30     | 4      |
| Totale Arsenal  | Totale Arsenal  | Totale Arsenal  | 23         | 3          |                 | 8               | 1               |                    | 8                  | 0                  |             | 1           | 0           | 40     | 4      |
| 2016-2017       | Sporting CP     | PL              | 19         | 3          | CP+CdL          | 3+3             | 0               | UCL                | 4                  | 0                  | -           | -           | -           | 29     | 3      |
| 2017-2018       | Betis           | PD              | 8          | 2          | CR              | 1               | 0               | -                  | -                  | -                  | -           | -           | -           | 9      | 2      |
| Totale Betis    | Totale Betis    | Totale Betis    | 31         | 3          |                 | 6               | 0               |                    | -                  | -                  |             | -           | -           | 42     | 4      |
| 2018-gen. 2019  | Frosinone       | A               | 17         | 0          | CI              | -               | -               | -                  | -                  | -                  | -           | -           | -           | 17     | 0      |
| gen.-giu. 2019  | León            | PD              | 19         | 4          | CM              | 2               | 0               | -                  | -                  | -                  | -           | -           | -           | 21     | 4      |
| 2019-2020       | León            | PD              | 23         | 1          | CM              | -               | -               | CCL                | 0                  | 0                  | -           | -           | -           | 23     | 1      |
| 2020-2021       | León            | PD              | 38         | 2          | CM              | -               | -               | CCL                | 1                  | 0                  | -           | -           | -           | 39     | 2      |
| 2021-2022       | Monterrey       | PD              | 32         | 4          | CM              | -               | -               | CCL                | 1                  | 0                  | CmC         | 2           | 0           | 35     | 4      |
| 2022-2023       | León            | PD              | 32         | 2          | CM              | -               | -               | CCL                | 8                  | 0                  | -           | -           | -           | 40     | 2      |
| Totale León     | Totale León     | Totale León     | 112        | 9          |                 | 2               | 0               |                    | 9                  | 0                  |             | -           | -           | 123    | 9      |
| 2023-2024       | Alajuelense     | PD              | 38+6       | 13+0       | CC              | 1               | 0               | CAC+CCL            | 9+2                | 3+0                | -           | -           | -           | 56     | 16     |
| lug.-dic. 2024  | Atl. Goianiense | A/G1+A          | -          | -          | CB              | -               | -               | -                  | -                  | -                  | -           | -           | -           | -      | -      |
| Totale carriera | Totale carriera | Totale carriera | 364        | 48         |                 | 38              | 4               |                    | 38                 | 4                  |             | 3           | 0           | 443    | 56     |

### Cronologia presenze e reti in nazionale
| Cronologia completa delle presenze e delle reti in nazionale ― Costa Rica | Cronologia completa delle presenze e delle reti in nazionale ― Costa Rica | Cronologia completa delle presenze e delle reti in nazionale ― Costa Rica | Cronologia completa delle presenze e delle reti in nazionale ― Costa Rica | Cronologia completa delle presenze e delle reti in nazionale ― Costa Rica | Cronologia completa delle presenze e delle reti in nazionale ― Costa Rica | Cronologia completa delle presenze e delle reti in nazionale ― Costa Rica | Cronologia completa delle presenze e delle reti in nazionale ― Costa Rica |
| Data                                                                      | Città                                                                     | In casa                                                                   | Risultato                                                                 | Ospiti                                                                    | Competizione                                                              | Reti                                                                      | Note                                                                      |
| ------------------------------------------------------------------------- | ------------------------------------------------------------------------- | ------------------------------------------------------------------------- | ------------------------------------------------------------------------- | ------------------------------------------------------------------------- | ------------------------------------------------------------------------- | ------------------------------------------------------------------------- | ------------------------------------------------------------------------- |
| 6-6-2011                                                                  | Dallas                                                                    | Costa Rica                                                                | 5 – 0                                                                     | Cuba                                                                      | Gold Cup 2011 - 1º turno                                                  | 1                                                                         | 56’                                                                       |
| 10-6-2011                                                                 | Charlotte                                                                 | Costa Rica                                                                | 1 – 1                                                                     | El Salvador                                                               | Gold Cup 2011 - 1º turno                                                  | -                                                                         | 62’                                                                       |
| 19-6-2011                                                                 | East Rutherford                                                           | Costa Rica                                                                | 1 – 1 dts (3 – 5 dtr)                                                     | Honduras                                                                  | Gold Cup 2011 - Quarti di finale                                          | -                                                                         | 108’                                                                      |
| 2-7-2011                                                                  | San Salvador de Jujuy                                                     | Colombia                                                                  | 1 – 0                                                                     | Costa Rica                                                                | Coppa America 2011 - 1º turno                                             | -                                                                         | 46’                                                                       |
| 8-7-2011                                                                  | San Salvador de Jujuy                                                     | Costa Rica                                                                | 2 – 0                                                                     | Bolivia                                                                   | Coppa America 2011 - 1º turno                                             | 1                                                                         |                                                                           |
| 12-7-2011                                                                 | Córdoba                                                                   | Argentina                                                                 | 3 – 0                                                                     | Costa Rica                                                                | Coppa America 2011 - 1º turno                                             | -                                                                         |                                                                           |
| 8-10-2011                                                                 | San José                                                                  | Costa Rica                                                                | 0 – 1                                                                     | Brasile                                                                   | Amichevole                                                                | -                                                                         | 63’                                                                       |
| 12-11-2011                                                                | Panama                                                                    | Panama                                                                    | 2 – 0                                                                     | Costa Rica                                                                | Amichevole                                                                | -                                                                         | 69’                                                                       |
| 15-11-2011                                                                | San José                                                                  | Costa Rica                                                                | 2 – 2                                                                     | Spagna                                                                    | Amichevole                                                                | 1                                                                         | 66’                                                                       |
| 29-2-2012                                                                 | Cardiff                                                                   | Galles                                                                    | 0 – 1                                                                     | Costa Rica                                                                | Amichevole                                                                | 1                                                                         | 78’                                                                       |
| 26-5-2012                                                                 | San José                                                                  | Costa Rica                                                                | 3 – 2                                                                     | Guatemala                                                                 | Amichevole                                                                | -                                                                         |                                                                           |
| 2-6-2012                                                                  | Città del Guatemala                                                       | Guatemala                                                                 | 1 – 0                                                                     | Costa Rica                                                                | Amichevole                                                                | -                                                                         | 62’                                                                       |
| 9-6-2012                                                                  | San José                                                                  | Costa Rica                                                                | 2 – 2                                                                     | El Salvador                                                               | Qual. Mondiali 2014                                                       | 1                                                                         |                                                                           |
| 13-6-2012                                                                 | Georgetown                                                                | Guyana                                                                    | 0 – 3                                                                     | Costa Rica                                                                | Qual. Mondiali 2014                                                       | 1                                                                         | 44’                                                                       |
| 16-8-2012                                                                 | San José                                                                  | Costa Rica                                                                | 0 – 1                                                                     | Perù                                                                      | Amichevole                                                                | -                                                                         |                                                                           |
| 8-9-2012                                                                  | San José                                                                  | Costa Rica                                                                | 0 – 2                                                                     | Messico                                                                   | Qual. Mondiali 2014                                                       | -                                                                         | 72’                                                                       |
| 12-9-2012                                                                 | Città del Messico                                                         | Messico                                                                   | 1 – 0                                                                     | Costa Rica                                                                | Qual. Mondiali 2014                                                       | -                                                                         | 59’                                                                       |
| 17-10-2012                                                                | San José                                                                  | Costa Rica                                                                | 7 – 0                                                                     | El Salvador                                                               | Qual. Mondiali 2014                                                       | -                                                                         | 68’                                                                       |
| 15-11-2012                                                                | Santa Cruz de la Sierra                                                   | Bolivia                                                                   | 1 – 1                                                                     | Costa Rica                                                                | Amichevole                                                                | 1                                                                         |                                                                           |
| 7-2-2013                                                                  | Panama                                                                    | Panama                                                                    | 2 – 2                                                                     | Costa Rica                                                                | Qual. Mondiali 2014                                                       | -                                                                         | 46’                                                                       |
| 23-3-2013                                                                 | Commerce City                                                             | Stati Uniti                                                               | 1 – 0                                                                     | Costa Rica                                                                | Qual. Mondiali 2014                                                       | -                                                                         | 59’                                                                       |
| 27-3-2013                                                                 | San José                                                                  | Costa Rica                                                                | 2 – 0                                                                     | Giamaica                                                                  | Qual. Mondiali 2014                                                       | -                                                                         | 86’                                                                       |
| 8-6-2013                                                                  | San José                                                                  | Costa Rica                                                                | 1 – 0                                                                     | Honduras                                                                  | Qual. Mondiali 2014                                                       | -                                                                         |                                                                           |
| 12-6-2013                                                                 | Città del Messico                                                         | Messico                                                                   | 0 – 0                                                                     | Costa Rica                                                                | Qual. Mondiali 2014                                                       | -                                                                         | 86’                                                                       |
| 19-6-2013                                                                 | San José                                                                  | Costa Rica                                                                | 2 – 0                                                                     | Panama                                                                    | Qual. Mondiali 2014                                                       | -                                                                         | 83’                                                                       |
| 7-9-2013                                                                  | San José                                                                  | Costa Rica                                                                | 3 – 1                                                                     | Stati Uniti                                                               | Qual. Mondiali 2014                                                       | 1                                                                         |                                                                           |
| 11-7-2013                                                                 | Kingston                                                                  | Giamaica                                                                  | 1 – 1                                                                     | Costa Rica                                                                | Qual. Mondiali 2014                                                       | -                                                                         | 79’                                                                       |
| 11-10-2013                                                                | San Pedro Sula                                                            | Honduras                                                                  | 1 – 0                                                                     | Costa Rica                                                                | Qual. Mondiali 2014                                                       | -                                                                         | 60’                                                                       |
| 16-10-2013                                                                | San José                                                                  | Costa Rica                                                                | 2 – 1                                                                     | Messico                                                                   | Qual. Mondiali 2014                                                       | -                                                                         | 77’                                                                       |
| 19-11-2013                                                                | Sydney                                                                    | Australia                                                                 | 1 – 0                                                                     | Costa Rica                                                                | Amichevole                                                                | -                                                                         | 78’                                                                       |
| 6-3-2014                                                                  | San José                                                                  | Costa Rica                                                                | 2 – 1                                                                     | Paraguay                                                                  | Amichevole                                                                | 1                                                                         | 46’                                                                       |
| 3-6-2014                                                                  | Tampa                                                                     | Costa Rica                                                                | 1 – 3                                                                     | Giappone                                                                  | Amichevole                                                                | -                                                                         | 84’                                                                       |
| 7-6-2014                                                                  | Chester                                                                   | Costa Rica                                                                | 1 – 1                                                                     | Irlanda                                                                   | Amichevole                                                                | -                                                                         | 86’                                                                       |
| 14-6-2014                                                                 | Fortaleza                                                                 | Uruguay                                                                   | 1 – 3                                                                     | Costa Rica                                                                | Mondiali 2014 - 1º turno                                                  | 1                                                                         |                                                                           |
| 20-6-2014                                                                 | São Lourenço da Mata                                                      | Italia                                                                    | 0 – 1                                                                     | Costa Rica                                                                | Mondiali 2014 - 1º turno                                                  | -                                                                         | 74’                                                                       |
| 24-6-2014                                                                 | Belo Horizonte                                                            | Costa Rica                                                                | 0 – 0                                                                     | Inghilterra                                                               | Mondiali 2014 - 1º turno                                                  | -                                                                         | 65’                                                                       |
| 29-6-2014                                                                 | São Lourenço da Mata                                                      | Costa Rica                                                                | 1 – 1 (6-4 dtr)                                                           | Grecia                                                                    | Mondiali 2014 - Ottavi di finale                                          | -                                                                         |                                                                           |
| 5-7-2014                                                                  | Salvador                                                                  | Paesi Bassi                                                               | 0 – 0 dts (4 – 3 dtr)                                                     | Costa Rica                                                                | Mondiali 2014 - Quarti di finale                                          | -                                                                         | 66’                                                                       |
| 3-9-2014                                                                  | Washington                                                                | Costa Rica                                                                | 3 – 0 dts (4 – 3 dtr)                                                     | Nicaragua                                                                 | Coppa centroamericana 2014 - 1º turno                                     | -                                                                         | 67’                                                                       |
| 7-9-2014                                                                  | Dallas                                                                    | Costa Rica                                                                | 2 – 2 (4 – 3 dtr)                                                         | Panama                                                                    | Coppa centroamericana 2014 - 1º turno                                     | -                                                                         | 69’                                                                       |
| 14-10-2014                                                                | Seul                                                                      | Corea del Sud                                                             | 1 – 3                                                                     | Costa Rica                                                                | Amichevole                                                                | -                                                                         | 89’                                                                       |
| 14-11-2014                                                                | San José                                                                  | Costa Rica                                                                | 0 – 0                                                                     | Paraguay                                                                  | Amichevole                                                                | -                                                                         | 82’                                                                       |
| 27-3-2015                                                                 | Montevideo                                                                | Uruguay                                                                   | 2 – 2 (6 – 7 dtr)                                                         | Costa Rica                                                                | Amichevole                                                                | -                                                                         | 86’                                                                       |
| 1-5-2015                                                                  | Panama                                                                    | Panama                                                                    | 2 – 1                                                                     | Costa Rica                                                                | Amichevole                                                                | -                                                                         | 69’                                                                       |
| 6-6-2015                                                                  | Buenos Aires                                                              | Colombia                                                                  | 1 – 0                                                                     | Costa Rica                                                                | Amichevole                                                                | -                                                                         | 78’                                                                       |
| 11-6-2015                                                                 | León                                                                      | Spagna                                                                    | 2 – 1                                                                     | Costa Rica                                                                | Amichevole                                                                | -                                                                         |                                                                           |
| 27-6-2015                                                                 | Orlando                                                                   | Messico                                                                   | 2 – 2                                                                     | Costa Rica                                                                | Amichevole                                                                | -                                                                         | 83’                                                                       |
| 9-7-2015                                                                  | Carson                                                                    | Costa Rica                                                                | 2 – 2                                                                     | Giamaica                                                                  | Gold Cup 2015 - 1º turno                                                  | -                                                                         |                                                                           |
| 12-7-2015                                                                 | Houston                                                                   | Costa Rica                                                                | 1 – 1                                                                     | El Salvador                                                               | Gold Cup 2015 - 1º turno                                                  | -                                                                         | 9’ 54’                                                                    |
| 15-7-2015                                                                 | Toronto                                                                   | Canada                                                                    | 0 – 0                                                                     | Costa Rica                                                                | Gold Cup 2015 - 1º turno                                                  | -                                                                         | 87’                                                                       |
| 20-7-2015                                                                 | East Rutherford                                                           | Messico                                                                   | 0 – 0 dts (1-0 dtr)                                                       | Costa Rica                                                                | Gold Cup 2015 - Quarti di finale                                          | -                                                                         | 13’                                                                       |
| 5-9-2015                                                                  | Harrison                                                                  | Brasile                                                                   | 1 – 0                                                                     | Costa Rica                                                                | Amichevole                                                                | -                                                                         | 61’                                                                       |
| 9-9-2015                                                                  | San José                                                                  | Costa Rica                                                                | 1 – 0                                                                     | Uruguay                                                                   | Amichevole                                                                | -                                                                         | 55’                                                                       |
| 9-10-2015                                                                 | San José                                                                  | Costa Rica                                                                | 0 – 1                                                                     | Sudafrica                                                                 | Amichevole                                                                | -                                                                         |                                                                           |
| 14-10-2015                                                                | Harrison                                                                  | Stati Uniti                                                               | 0 – 1                                                                     | Costa Rica                                                                | Amichevole                                                                | 1                                                                         |                                                                           |
| 14-11-2015                                                                | San José                                                                  | Costa Rica                                                                | 1 – 0                                                                     | Haiti                                                                     | Qual. Mondiali 2018                                                       | -                                                                         | 73’                                                                       |
| 18-11-2015                                                                | Panama                                                                    | Panama                                                                    | 1 – 2                                                                     | Costa Rica                                                                | Qual. Mondiali 2018                                                       | -                                                                         | 72’                                                                       |
| 26-3-2016                                                                 | Kingston                                                                  | Giamaica                                                                  | 1 – 1                                                                     | Costa Rica                                                                | Qual. Mondiali 2018                                                       | -                                                                         | 80’ 89’                                                                   |
| 30-3-2016                                                                 | San José                                                                  | Costa Rica                                                                | 3 – 0                                                                     | Giamaica                                                                  | Qual. Mondiali 2018                                                       | -                                                                         |                                                                           |
| 25-5-2016                                                                 | San José                                                                  | Costa Rica                                                                | 2 – 1                                                                     | Venezuela                                                                 | Amichevole                                                                | -                                                                         |                                                                           |
| 4-6-2016                                                                  | Orlando                                                                   | Costa Rica                                                                | 0 – 0                                                                     | Paraguay                                                                  | Coppa America Centenario - 1º turno                                       | -                                                                         | 67’                                                                       |
| 8-6-2016                                                                  | Chicago                                                                   | Stati Uniti                                                               | 4 – 0                                                                     | Costa Rica                                                                | Coppa America Centenario - 1º turno                                       | -                                                                         | 46’                                                                       |
| 12-6-2016                                                                 | Houston                                                                   | Colombia                                                                  | 2 – 3                                                                     | Costa Rica                                                                | Coppa America Centenario - 1º turno                                       | -                                                                         | 90’ 79’                                                                   |
| 3-9-2016                                                                  | Port-au-Prince                                                            | Haiti                                                                     | 0 – 1                                                                     | Costa Rica                                                                | Qual. Mondiali 2018                                                       | -                                                                         | 63’                                                                       |
| 7-9-2016                                                                  | San José                                                                  | Costa Rica                                                                | 3 – 1                                                                     | Panama                                                                    | Qual. Mondiali 2018                                                       | -                                                                         | 64’                                                                       |
| 9-10-2016                                                                 | Krasnodar                                                                 | Russia                                                                    | 3 – 4                                                                     | Costa Rica                                                                | Amichevole                                                                | 1                                                                         | 70’                                                                       |
| 11-10-2016                                                                | Port of Spain                                                             | Trinidad e Tobago                                                         | 0 – 2                                                                     | Costa Rica                                                                | Qual. Mondiali 2018                                                       | -                                                                         | 57’                                                                       |
| 16-11-2016                                                                | San José                                                                  | Costa Rica                                                                | 4 – 0                                                                     | Stati Uniti                                                               | Qual. Mondiali 2018                                                       | 2                                                                         | 66’                                                                       |
| 25-3-2017                                                                 | Città del Messico                                                         | Messico                                                                   | 2 – 0                                                                     | Costa Rica                                                                | Qual. Mondiali 2018                                                       | -                                                                         | 55’                                                                       |
| 28-3-2017                                                                 | San Pedro Sula                                                            | Honduras                                                                  | 1 – 1                                                                     | Costa Rica                                                                | Qual. Mondiali 2018                                                       | -                                                                         | 82’                                                                       |
| 9-6-2017                                                                  | San José                                                                  | Costa Rica                                                                | 0 – 0                                                                     | Panama                                                                    | Qual. Mondiali 2018                                                       | -                                                                         | 46’                                                                       |
| 14-6-2017                                                                 | San José                                                                  | Costa Rica                                                                | 2 – 1                                                                     | Trinidad e Tobago                                                         | Qual. Mondiali 2018                                                       | -                                                                         |                                                                           |
| 8-7-2017                                                                  | Harrison                                                                  | Honduras                                                                  | 0 – 1                                                                     | Costa Rica                                                                | Gold Cup 2017 - 1º turno                                                  | -                                                                         | 35’                                                                       |
| 12-7-2017                                                                 | Houston                                                                   | Costa Rica                                                                | 1 – 1                                                                     | Canada                                                                    | Gold Cup 2017 - 1º turno                                                  | -                                                                         | 24’                                                                       |
| 3-6-2018                                                                  | San José                                                                  | Costa Rica                                                                | 3 – 0                                                                     | Irlanda del Nord                                                          | Amichevole                                                                | 1                                                                         |                                                                           |
| 7-6-2018                                                                  | Leeds                                                                     | Inghilterra                                                               | 2 – 0                                                                     | Costa Rica                                                                | Amichevole                                                                | -                                                                         |                                                                           |
| 11-6-2018                                                                 | Bruxelles                                                                 | Belgio                                                                    | 4 – 1                                                                     | Costa Rica                                                                | Amichevole                                                                | -                                                                         | 67’                                                                       |
| 17-6-2018                                                                 | Samara                                                                    | Costa Rica                                                                | 0 – 1                                                                     | Serbia                                                                    | Mondiali 2018 - 1º turno                                                  | -                                                                         | 66’                                                                       |
| 27-6-2018                                                                 | Nižnij Novgorod                                                           | Svizzera                                                                  | 2 – 2                                                                     | Costa Rica                                                                | Mondiali 2018 - 1º turno                                                  | -                                                                         | 29’                                                                       |
| 12-10-2018                                                                | San Nicolás de los Garza                                                  | Messico                                                                   | 3 – 2                                                                     | Costa Rica                                                                | Amichevole                                                                | 1                                                                         | 76’                                                                       |
| 17-10-2018                                                                | Harrison                                                                  | Colombia                                                                  | 3 – 1                                                                     | Costa Rica                                                                | Amichevole                                                                | -                                                                         | 53’                                                                       |
| 16-11-2018                                                                | Rancagua                                                                  | Cile                                                                      | 2 – 3                                                                     | Costa Rica                                                                | Amichevole                                                                | -                                                                         | 82’                                                                       |
| 20-11-2018                                                                | Arequipa                                                                  | Perù                                                                      | 2 – 3                                                                     | Costa Rica                                                                | Amichevole                                                                | 1                                                                         | 86’                                                                       |
| 22-3-2019                                                                 | Città del Guatemala                                                       | Guatemala                                                                 | 1 – 0                                                                     | Costa Rica                                                                | Amichevole                                                                | -                                                                         | 80’                                                                       |
| 27-3-2019                                                                 | San José                                                                  | Costa Rica                                                                | 1 – 0                                                                     | Giamaica                                                                  | Amichevole                                                                | -                                                                         | 79’                                                                       |
| 6-6-2019                                                                  | Lima                                                                      | Perù                                                                      | 1 – 0                                                                     | Costa Rica                                                                | Amichevole                                                                | -                                                                         | 74’                                                                       |
| 16-6-2019                                                                 | San José                                                                  | Costa Rica                                                                | 4 – 0                                                                     | Nicaragua                                                                 | Gold Cup 2019 - 1º turno                                                  | -                                                                         |                                                                           |
| 21-6-2019                                                                 | Frisco                                                                    | Costa Rica                                                                | 2 – 1                                                                     | Bermuda                                                                   | Gold Cup 2019 - 1º turno                                                  | -                                                                         | 70’                                                                       |
| 24-6-2019                                                                 | Harrison                                                                  | Haiti                                                                     | 2 – 1                                                                     | Costa Rica                                                                | Gold Cup 2019 - 1º turno                                                  | -                                                                         | 80’                                                                       |
| 28-6-2019                                                                 | Houston                                                                   | Messico                                                                   | 1 – 1 dts (5 – 4 dtr)                                                     | Costa Rica                                                                | Gold Cup 2019 - Quarti di finale                                          | -                                                                         | 102’                                                                      |
| 7-9-2019                                                                  | San José                                                                  | Costa Rica                                                                | 1 – 2                                                                     | Uruguay                                                                   | Amichevole                                                                | -                                                                         | 68’                                                                       |
| 10-10-2019                                                                | Nassau                                                                    | Haiti                                                                     | 1 – 1                                                                     | Costa Rica                                                                | CONCACAF Nations League 2019-2020 - 2º turno                              | -                                                                         | 74’                                                                       |
| 14-10-2019                                                                | Alajuela                                                                  | Costa Rica                                                                | 0 – 0                                                                     | Curaçao                                                                   | CONCACAF Nations League 2019-2020 - 2º turno                              | -                                                                         | 64’                                                                       |
| 13-11-2020                                                                | Hartberg                                                                  | Costa Rica                                                                | 1 – 1                                                                     | Qatar                                                                     | Amichevole                                                                | 1                                                                         | 17’ 81’                                                                   |
| 27-3-2021                                                                 | Zenica                                                                    | Bosnia ed Erzegovina                                                      | 0 – 0                                                                     | Costa Rica                                                                | Amichevole                                                                | -                                                                         | 89’                                                                       |
| 30-3-2021                                                                 | Wiener Neustadt                                                           | Costa Rica                                                                | 0 – 1                                                                     | Messico                                                                   | Amichevole                                                                | -                                                                         |                                                                           |
| 3-6-2021                                                                  | Denver                                                                    | Messico                                                                   | 0 – 0 dts (5 – 4 dtr)                                                     | Costa Rica                                                                | CONCACAF Nations League 2019-2020 - Semifinale                            | -                                                                         | 85’                                                                       |
| 6-6-2021                                                                  | Denver                                                                    | Honduras                                                                  | 2 – 2 dts (7 – 6 dtr)                                                     | Costa Rica                                                                | CONCACAF Nations League 2019-2020 - Finale 3º posto                       | 1                                                                         |                                                                           |
| 9-6-2021                                                                  | Sandy                                                                     | Stati Uniti                                                               | 4 – 0                                                                     | Costa Rica                                                                | Amichevole                                                                | -                                                                         | 64’                                                                       |
| 12-7-2021                                                                 | Orlando                                                                   | Costa Rica                                                                | 3 – 1                                                                     | Guadalupa                                                                 | Gold Cup 2021 - 1º turno                                                  | 1                                                                         |                                                                           |
| 16-7-2021                                                                 | Orlando                                                                   | Suriname                                                                  | 1 – 2                                                                     | Costa Rica                                                                | Gold Cup 2021 - 1º turno                                                  | 1                                                                         |                                                                           |
| 20-7-2021                                                                 | Orlando                                                                   | Costa Rica                                                                | 1 – 0                                                                     | Giamaica                                                                  | Gold Cup 2021 - 1º turno                                                  | -                                                                         |                                                                           |
| 24-7-2021                                                                 | Arlington                                                                 | Costa Rica                                                                | 0 – 2                                                                     | Canada                                                                    | Gold Cup 2021 - Quarti di finale                                          | -                                                                         |                                                                           |
| 5-9-2021                                                                  | San José                                                                  | Costa Rica                                                                | 0 – 1                                                                     | Messico                                                                   | Qual. Mondiali 2022                                                       | -                                                                         | 46’                                                                       |
| 8-9-2021                                                                  | San José                                                                  | Costa Rica                                                                | 1 – 1                                                                     | Giamaica                                                                  | Qual. Mondiali 2022                                                       | -                                                                         |                                                                           |
| 7-10-2021                                                                 | San Pedro Sula                                                            | Honduras                                                                  | 0 – 0                                                                     | Costa Rica                                                                | Qual. Mondiali 2022                                                       | -                                                                         |                                                                           |
| 10-10-2021                                                                | San José                                                                  | Costa Rica                                                                | 2 – 1                                                                     | El Salvador                                                               | Qual. Mondiali 2022                                                       | -                                                                         |                                                                           |
| 12-11-2021                                                                | Edmonton                                                                  | Canada                                                                    | 1 – 0                                                                     | Costa Rica                                                                | Qual. Mondiali 2022                                                       | -                                                                         |                                                                           |
| 16-11-2021                                                                | San José                                                                  | Costa Rica                                                                | 2 – 1                                                                     | Honduras                                                                  | Qual. Mondiali 2022                                                       | -                                                                         | 90+2’                                                                     |
| 27-1-2022                                                                 | San José                                                                  | Costa Rica                                                                | 1 – 0                                                                     | Panama                                                                    | Qual. Mondiali 2022                                                       | -                                                                         |                                                                           |
| 30-1-2022                                                                 | Città del Messico                                                         | Messico                                                                   | 0 – 0                                                                     | Costa Rica                                                                | Qual. Mondiali 2022                                                       | -                                                                         |                                                                           |
| 2-2-2022                                                                  | Kingston                                                                  | Giamaica                                                                  | 0 – 1                                                                     | Costa Rica                                                                | Qual. Mondiali 2022                                                       | 1                                                                         |                                                                           |
| 24-3-2022                                                                 | San José                                                                  | Costa Rica                                                                | 1 – 0                                                                     | Canada                                                                    | Qual. Mondiali 2022                                                       | -                                                                         |                                                                           |
| 27-3-2022                                                                 | San Salvador                                                              | El Salvador                                                               | 1 – 2                                                                     | Costa Rica                                                                | Qual. Mondiali 2022                                                       | 1                                                                         | 82’                                                                       |
| 2-6-2022                                                                  | Panama                                                                    | Panama                                                                    | 2 – 0                                                                     | Costa Rica                                                                | CONCACAF Nations League 2022-2023 - 1º turno                              | -                                                                         | 73’                                                                       |
| 5-6-2022                                                                  | San José                                                                  | Costa Rica                                                                | 2 – 0                                                                     | Martinica                                                                 | CONCACAF Nations League 2022-2023 - 1º turno                              | 1                                                                         |                                                                           |
| 14-6-2022                                                                 | Doha                                                                      | Costa Rica                                                                | 1 – 0                                                                     | Nuova Zelanda                                                             | Qual. Mondiali 2022                                                       | 1                                                                         | 90+3’                                                                     |
| 23-9-2022                                                                 | Goyang                                                                    | Corea del Sud                                                             | 2 – 2                                                                     | Costa Rica                                                                | Amichevole                                                                | -                                                                         | 83’                                                                       |
| 10-11-2022                                                                | San José                                                                  | Costa Rica                                                                | 2 – 0                                                                     | Nigeria                                                                   | Amichevole                                                                | -                                                                         |                                                                           |
| 23-11-2022                                                                | Doha                                                                      | Spagna                                                                    | 7 – 0                                                                     | Costa Rica                                                                | Mondiali 2022 - 1º turno                                                  | -                                                                         | 90+7’                                                                     |
| 27-11-2022                                                                | Al Rayyan                                                                 | Giappone                                                                  | 0 – 1                                                                     | Costa Rica                                                                | Mondiali 2022 - 1º turno                                                  | -                                                                         | 90+5’                                                                     |
| 1-12-2022                                                                 | Al Khor                                                                   | Costa Rica                                                                | 2 – 4                                                                     | Germania                                                                  | Mondiali 2022 - 1º turno                                                  | -                                                                         |                                                                           |
| 25-3-2023                                                                 | Fort-de-France                                                            | Martinica                                                                 | 1 – 2                                                                     | Costa Rica                                                                | CONCACAF Nations League 2022-2023 - 1º turno                              | -                                                                         |                                                                           |
| 28-3-2023                                                                 | San José                                                                  | Costa Rica                                                                | 0 – 1                                                                     | Panama                                                                    | CONCACAF Nations League 2022-2023 - 1º turno                              | -                                                                         |                                                                           |
| 15-6-2023                                                                 | Carson                                                                    | Costa Rica                                                                | 0 – 1                                                                     | Guatemala                                                                 | Amichevole                                                                | -                                                                         | 64’                                                                       |
| 20-6-2023                                                                 | Chester                                                                   | Ecuador                                                                   | 3 – 1                                                                     | Costa Rica                                                                | Amichevole                                                                | 1                                                                         |                                                                           |
| 26-6-2023                                                                 | Fort Lauderdale                                                           | Costa Rica                                                                | 1 – 2                                                                     | Panama                                                                    | Gold Cup 2023 - 1º turno                                                  | -                                                                         |                                                                           |
| 30-6-2023                                                                 | Harrison                                                                  | El Salvador                                                               | 0 – 0                                                                     | Costa Rica                                                                | Gold Cup 2023 - 1º turno                                                  | -                                                                         |                                                                           |
| 4-7-2023                                                                  | Harrison                                                                  | Costa Rica                                                                | 6 – 4                                                                     | Martinica                                                                 | Gold Cup 2023 - 1º turno                                                  | 1                                                                         |                                                                           |
| 8-7-2023                                                                  | Arlington                                                                 | Messico                                                                   | 2 – 0                                                                     | Costa Rica                                                                | Gold Cup 2023 - Quarti di finale                                          | -                                                                         |                                                                           |
| 8-9-2023                                                                  | Newcastle upon Tyne                                                       | Arabia Saudita                                                            | 1 – 3                                                                     | Costa Rica                                                                | Amichevole                                                                | -                                                                         | 88’                                                                       |
| 12-9-2023                                                                 | Zagabria                                                                  | Costa Rica                                                                | 1 – 4                                                                     | Emirati Arabi Uniti                                                       | Amichevole                                                                | -                                                                         | 58’                                                                       |
| 16-11-2023                                                                | San José                                                                  | Costa Rica                                                                | 0 – 3                                                                     | Panama                                                                    | CONCACAF Nations League 2023-2024 - Quarti di finale                      | -                                                                         | Cap. 10’ 75’                                                              |
| 20-11-2023                                                                | Panama                                                                    | Panama                                                                    | 3 – 1                                                                     | Costa Rica                                                                | CONCACAF Nations League 2023-2024 - Quarti di finale                      | -                                                                         | 46’                                                                       |
| 2-2-2024                                                                  | San José                                                                  | Costa Rica                                                                | 2 – 0                                                                     | El Salvador                                                               | Amichevole                                                                | -                                                                         | 65’                                                                       |
| 23-3-2024                                                                 | Frisco                                                                    | Costa Rica                                                                | 3 – 1                                                                     | Honduras                                                                  | CONCACAF Nations League 2023-2024                                         | -                                                                         |                                                                           |
| 31-5-2024                                                                 | San José                                                                  | Costa Rica                                                                | 0 – 0                                                                     | Uruguay                                                                   | Amichevole                                                                | -                                                                         | 60’                                                                       |
| 6-6-2024                                                                  | San José                                                                  | Costa Rica                                                                | 4 – 0                                                                     | Saint Kitts e Nevis                                                       | Qual. Mondiali 2026                                                       | -                                                                         | 81’                                                                       |
| 9-6-2024                                                                  | Saint George's                                                            | Grenada                                                                   | 0 – 3                                                                     | Costa Rica                                                                | Qual. Mondiali 2026                                                       | -                                                                         | 80’                                                                       |
| 24-6-2024                                                                 | Inglewood                                                                 | Brasile                                                                   | 0 – 0                                                                     | Costa Rica                                                                | Coppa America 2024 - 1º turno                                             | -                                                                         | 70’                                                                       |
| 28-6-2024                                                                 | Glendale                                                                  | Colombia                                                                  | 3 – 0                                                                     | Costa Rica                                                                | Coppa America 2024 - 1º turno                                             | -                                                                         | 46’                                                                       |
| 2-7-2024                                                                  | Austin                                                                    | Costa Rica                                                                | 2 – 1                                                                     | Paraguay                                                                  | Coppa America 2024 - 1º turno                                             | -                                                                         | 68’                                                                       |
| 5-9-2024                                                                  | San José                                                                  | Costa Rica                                                                | 3 – 0                                                                     | Guadalupa                                                                 | CONCACAF Nations League 2024-2025 - 1º turno                              | -                                                                         | 75’                                                                       |
| 9-9-2024                                                                  | Città del Guatemala                                                       | Guatemala                                                                 | 0 – 0                                                                     | Costa Rica                                                                | CONCACAF Nations League 2024-2025 - 1º turno                              | -                                                                         | 63’                                                                       |
| 11-10-2024                                                                | Paramaribo                                                                | Suriname                                                                  | 1 – 1                                                                     | Costa Rica                                                                | CONCACAF Nations League 2024-2025 - 1º turno                              | -                                                                         | 71’                                                                       |
| 15-10-2024                                                                | San José                                                                  | Costa Rica                                                                | 3 – 0                                                                     | Guatemala                                                                 | CONCACAF Nations League 2024-2025 - 1º turno                              | -                                                                         | 67’                                                                       |
| 14-11-2024                                                                | San José                                                                  | Costa Rica                                                                | 0 – 1                                                                     | Panama                                                                    | CONCACAF Nations League 2024-2025 - Quarti di finale                      | -                                                                         | 70’                                                                       |
| 18-11-2024                                                                | Panama                                                                    | Panama                                                                    | 2 – 2                                                                     | Costa Rica                                                                | CONCACAF Nations League 2024-2025 - Quarti di finale                      | -                                                                         | 46’ 78’                                                                   |
| Totale                                                                    |                                                                           | Presenze (2º posto)                                                       | 148                                                                       |                                                                           | Reti (5º posto)                                                           | 27                                                                        |                                                                           |

## Palmarès

### Club

#### Competizioni nazionali
- Campionato greco: 1

Olympiakos: 2013-2014
- Community Shield: 2

Arsenal: 2014, 2015
- Campionato messicano: 1

Leon: Apertura 2020

#### Competizioni internazionali
- CONCACAF Champions League: 1

Leon: 2023
- CONCACAF Central American Cup: 1

Alajuelense: 2023

### Individuale
- Capocannoniere del Campionato nordamericano di calcio Under-20: 1

2011: (6 gol)